# Tony Taylor (football américain)
Pour les articles homonymes, voir Tony Taylor et Taylor.
(en) Statistiques sur pro-football-reference
(en) Statistiques sur statscrew
Tony Taylor (né le 21 juillet 1984 à Watkinsville) est un joueur américain de football américain.

## Carrière

### Université
Lors de sa dernière année lycéenne, il est invité à participer au U.S. Army All-American Bowl où il joue avec Charles Johnson.
Taylor étudie à l'université de Géorgie où il joue pour l'équipe de football américain des Bulldogs. Lors de sa dernière saison universitaire, il est nommé MVP de la saison 2007 pour l'université de Géorgie et nommé MVP défensif du Chick-fil-A Bowl 2006 dans un match où il fait dix tacles et deux interceptions.

### Professionnel
Tony Taylor n'est sélectionné par aucune équipe lors du draft de la NFL de 2008. Peu de temps après, il signe comme agent libre non drafté avec les Falcons d'Atlanta mais il est libéré le 1er septembre 2008 après avoir joué les matchs de pré-saison surtout dans l'équipe spéciale. Il passe la saison 2008 sans équipe.
Le 21 mai 2009, il signe un contrat d'un an avec les Seahawks de Seattle. Néanmoins, il est placé sur la liste des blessés le 5 août avant d'être libéré six jours plus tard.
Il se tourne, après cette deuxième saison sans équipe, vers l'United Football League et les Tuskers de Floride et remporte son premier titre la saison suivante avec les Destroyers de Virginie avec le championnat UFL.

## Palmarès
- Freshman (Nouvelle recrue) All-American 2004 selon Sporting News
- Seconde équipe de la conférence SEC 2005
- Équipe de la conférence SEC 2006 et 2007
- Champion UFL 2011